# Agàpetos
Agàpetos o Agapit (Agapetus, Agapetós Ἀγαπητός) fou un metge grec del segle v o vi que va descobrir un remei per la gota que fou aprovat per Alexandre de Tral·les (Alexander Trallianus) i Paule Egineta (Paulus Aegineta). Probablement va viure entre el segle iii i vi, però segur que no va viure més recentment, ja que Alexandre de Tralles explica que va tenir la seva època daurada al principi del segle vi.